# Donald Parham
Donald Durand Parham Jr. (geboren am 16. August 1997 in Lakeland, Florida) ist ein US-amerikanischer American-Football-Spieler auf der Position des Tight Ends. Er spielte College Football für die Stetson University und steht seit 2025 bei den Pittsburgh Steelers in der National Football League (NFL) unter Vertrag. Parham spielte vier Jahre lang für die Los Angeles Chargers.

## College
Parham besuchte die Lake Gibson High School in seiner Heimatstadt Lakeland in Florida. Dort spielte er erst in seinem letzten Highschooljahr Football als Defensive End und als Wide Receiver, zuvor war er als Basketballer aktiv. Ab 2015 ging Parham auf die Stetson University und spielte vier Jahre lang für die Stetson Hatters in der NCAA Division I Football Championship Subdivision (FCS). Mit 180 gefangenen Pässen für 2591 Yards und 20 Touchdowns stellte Parham jeweils neue Karrierebestwerte an seinem College auf.

## NFL
Parham wurde im NFL Draft 2019 nicht ausgewählt und im Anschluss als Undrafted Free Agent von den Detroit Lions unter Vertrag genommen, aber bereits nach dem ersten Trainingscamp für Rookies wieder entlassen. Am 7. Juni 2019 verpflichteten die Washington Redskins Parham nach einem Probetraining. Er wurde nicht für den 53-Mann-Kader für die Regular Season berücksichtigt und anschließend in den Practice Squad aufgenommen, bevor er am 17. September 2019 entlassen wurde.
Im Frühjahr 2020 spielte Parham in der XFL für die Dallas Renegades, die ihn in der neunten Runde des Drafts ausgewählt hatten. Er kam in allen fünf Partien der vorzeitig abgebrochenen Saison zum Einsatz und fing 24 Pässe für 307 Yards Raumgewinn und vier Touchdowns, jeweils Bestwerte für einen Tight End in der Saison. Seine überzeugende Leistung in der XFL brachte Parham ein weiteres Jobangebot aus der NFL ein, am 14. April nahmen die Los Angeles Chargers ihn unter Vertrag. Er schaffte es in den 53-Mann-Kader für die Regular Season und gab am vierten Spieltag der Saison 2020 gegen die Tampa Bay Buccaneers sein NFL-Debüt. Parham stand nur bei einem Spielzug auf dem Feld, erzielte dabei aber nach einem Pass von Justin Herbert für 19 Yards Raumgewinn direkt seinen ersten Touchdown. Auch sein zweiter gefangener Pass in Woche 6 gegen die Jacksonville Jaguars resultierte in einem Touchdown. Er wurde in seiner ersten NFL-Saison vor allem kurz vor der gegnerischen Endzone eingesetzt und fing insgesamt zehn Pässe für 159 Yards und drei Touchdowns.
Am 16. Dezember 2021 zog Parham sich bei der Partie gegen die Kansas City Chiefs am 15. Spieltag eine Gehirnerschütterung zu, nachdem er im ersten Viertel versucht hatte, in der Endzone einen Pass zu fangen und dabei mit dem Hinterkopf auf den Boden aufgeschlagen war. Er blieb bewusstlos liegen und wurde in das Harbor–UCLA Medical Center gebracht, in dem er eine Nacht zur Beobachtung blieb. Anschließend wurde er auf die Injured Reserve List gesetzt und verpasste den Rest der Saison.
Wegen einer Oberschenkelverletzung in der Saisonvorbereitung 2022 konnte Parham erst am fünften Spieltag der Saison 2022 wieder spielen, weitere Verletzungsprobleme limitierten ihn auf den Einsatz in insgesamt lediglich sechs Partien, in denen er zehn Pässe für 130 Yards und einen Touchdown fing.
Mit 27 gefangenen Pässen für 285 Yards und vier Touchdowns spielte Parham 2023 seine bis dahin produktivste Saison. Im August 2024 wurde Parham im Rahmen der Kaderverkleinerung auf 53 Spieler von den Chargers entlassen und schloss sich daraufhin dem Practice Squad der Denver Broncos an. Dort kam er 2024 zu keinem Einsatz. Im Februar 2025 nahmen die Pittsburgh Steelers Parham unter Vertrag.

### NFL-Statistiken
| Saison                             | Team                 | Spiele       | Spiele       | Receiving    | Receiving    | Receiving    | Receiving    | Receiving    | Fumbles      | Fumbles      |
| Saison                             | Team                 | GP           | GS           | Rec          | Yds          | Avg          | Lng          | TD           | Fum          | Lost         |
| ---------------------------------- | -------------------- | ------------ | ------------ | ------------ | ------------ | ------------ | ------------ | ------------ | ------------ | ------------ |
| 2020                               | Los Angeles Chargers | 13           | 5            | 10           | 159          | 15,9         | 26           | 3            | 0            | 0            |
| 2021                               | Los Angeles Chargers | 13           | 9            | 20           | 190          | 9,5          | 22           | 3            | 0            | 0            |
| 2022                               | Los Angeles Chargers | 6            | 1            | 10           | 130          | 13,0         | 24           | 1            | 0            | 0            |
| 2023                               | Los Angeles Chargers | 14           | 8            | 27           | 285          | 10,6         | 24           | 4            | 0            | 0            |
| 2024                               | Denver Broncos       | ohne Einsatz | ohne Einsatz | ohne Einsatz | ohne Einsatz | ohne Einsatz | ohne Einsatz | ohne Einsatz | ohne Einsatz | ohne Einsatz |
| Total                              | Total                | 47           | 23           | 67           | 764          | 11,4         | 26           | 11           | 0            | 0            |
| Quelle: pro-football-reference.com |                      |              |              |              |              |              |              |              |              |              |